# Euproctis contemptor
Euproctis contemptor är en fjärilsart som beskrevs av Erich Martin Hering 1926. Euproctis contemptor ingår i släktet Euproctis och familjen tofsspinnare. Inga underarter finns listade i Catalogue of Life.